# Haploide

As células diploides têm duas cópias homólogas de cada cromossoma e as haploides só uma.

Células haploides possuem apenas um cromossomo de cada tipo no seu núcleo.
Muitos protistas e fungos apresentam todas as células somáticas haploides, ao contrário dos animais e plantas vasculares, cujas células não reprodutivas são normalmente diploides (2n). Nestes organismos, apenas as células sexuais, os gâmetas, têm um único complemento cromossómico, uma vez que são geradas por meiose.
Num ciclo de vida haplobionte apenas o zigoto, formado pela conjugação de duas células, é diploide e normalmente sofre imediatamente meiose para formar células haploides que darão origem aos novos indivíduos por mitoses. Em muitos protozoários, se conhece a reprodução sexuada, e foi apenas observada a fissão binária, em que apenas ocorre a mitose do núcleo; em outros, no entanto, como o Plasmodium (o organismo responsável pela malária), ocorrem múltiplas mitoses na mesma célula, dando origem a uma multidão de esquizozoítos, num processo conhecido como esquizogonia.
Nos organismos diplontes, observam-se diferentes ciclos de vida. Nos animais, apenas as células sexuais são haploides (ciclo diplobionte), mas nos fetos (samambaias) os esporos, produzidos por meiose, logo haploides, desenvolvem-se num indivíduo que tem todas as células igualmente haploides, o protalo, onde se formam os gametas, por mitose; chama-se a este ciclo de vida haplodiplobionte.
Em muitos organismos diplontes podem ocorrer indivíduos haplontes, como as obreiras e os zangões das abelhas, que são resultado de reprodução partenogênica, ou seja, em que não houve fusão de gametas (n) para a formação do zigoto (2n). Em algumas plantas podem também formar-se indivíduos haplontes pela apomixia.